# Nadjib Maâziz
Nadjib Maâziz (en arabe : نجيب معزيز) est un footballeur algérien né le 4 mai 1989 à Beni Messous dans la wilaya d'Alger. Il évolue au poste de défenseur central.
Il est le fils de l'ancien joueur international Zoubir Maâziz.

## Biographie
Nadjib Maâziz évolue en première division algérienne avec les clubs du CR Belouizdad, de l'USM Bel Abbès, de l'Olympique de Médéa, de la JS Saoura, du NA Hussein Dey, et du NC Magra. Il dispute un total de 110 matchs en première division, inscrivant trois buts.
Il participe à la Coupe de la confédération en 2010 avec l'équipe de Belouizdad (quatre matchs joués), puis à la Ligue des champions d'Afrique en 2017 avec le club de Saoura (un match joué).

## Palmarès
JS Saoura
- Championnat d'Algérie :
  - Vice-champion : 2016.